# 4279 De Gasparis
4279 De Gasparis eller 1982 WB är en asteroid i huvudbältet som upptäcktes den 19 november 1982 av San Vittore-observatoriet i Bologna. Den är uppkallad efter den italienska astronomen Annibale de Gasparis.
Asteroiden har en diameter på ungefär 7 kilometer och den tillhör asteroidgruppen Erigone.